# Случевский, Константин Константинович (младший)
Константи́н Константи́нович Случе́вский-младший (21 мая [2 июня] 1873, Санкт-Петербург, Российская империя — 14 (27) мая 1905, Цусимский пролив) — лейтенант гвардейского экипажа; поэт и переводчик, военный, печатался под псевдонимом «Лейтенант С.», погиб в Цусимском сражении. Сын К. К. Случевского-старшего.

## Биография
Родился 21 мая (2 июня) 1873 года в Санкт-Петербурге. Семья поэта принадлежала к роду черниговских дворян. В тринадцать лет он поступил в Морское училище, переименованное потом в Морской корпус, и осенью 1892 года был выпущен мичманом во флоте.
В 1893 году совершил плавание на крейсере «Наездник», в 1895—1898 годах служил на крейсере «Рюрик». 
Совершил кругосветное плаванье.
С 1900 года служил на яхте «Полярная звезда». В 1904 году Случевский в звании лейтенанта был назначен вахтенным начальником на броненосец «Император Александр III», в составе Второй Тихоокеанской эскадры14 (27) мая 1905 года Случевский погиб вместе со всем экипажем броненосца в Цусимском сражении.
В честь К. К. Случевского назван мыс Случевского (Карское море, Таймырский залив, мыс нанесён на карту в 1901 году участниками Русской полярной экспедиции).

## Творчество
Лирика Случевского испытала сильное влияние Случевского-отца, человека глубоко религиозного, мистика и мечтателя, философское миросозерцание которого придало его творчеству элегический характер. Поэзия Случевского-младшего подёрнута дымкой грусти, через которую проглядывает светаля уверенность в будущем, спокойное философское примирение с тягостью жизни и трогательная любовь к человечеству. 
Случевский-младший и сам осознавал ту роль, которую играл в его творчестве отец-поэт, целый ряд стихотворений посвящён ему:

Ты видишь, мой отец - твой сын, твой ученик

Заветной памяти желает быть достоин...

(«Я не о том скорблю, отец мой незабвенный...»)

При жизни Константин Случевский начал печататься в 1900–х годах. Его стихотворения под псевдонимом «Лейтенант С.» появлялись в газете «Новое время», журнале «Море и его жизнь», «Живописном обозрении», «Русском вестнике» и «Ниве», альманахе «Денница».
Единственный сборник стихотворений был издан в 1907 году уже после смерти поэта.
Константину Случевскому-младшему посвящено стихотворение Игоря Северянина «Певец моря (памяти Лейтенанта С.)».